# Хатели
Хатели (серб. Хатељи / Hatelji) — село в общине Берковичи Республики Сербской Боснии и Герцеговины. Население составляет 445 человек по переписи 2013 года.

## География
Располагается у подножья Хательской гряды, на склоне горного хребта Трусина, к востоку от Берковичей. Над селом располагается гора Стражевица (1050 м), под селом — Суничская пещера (глубина составляет 300 м).

## Достопримечательности
В селе, на горе Горица располагается храм Сербской православной церкви, посвящённый Сошествию Святого Духа на апостолов. Принадлежит Захумско-Герцеговинской и Приморской епархии. Церковь появилась на основе старого храма, перестроенного в 1858 или 1859 годах, а рядом с ней располагается сербское православное кладбище. С ними связано предание о сёстрах Неманичей — Стражевице, Троице и Горице, у которых не было потомков. В своих имениях они воздвигли три церкви, которые поставили друг к другу очень близко, чтобы они могли друг друга видеть и чтобы хорошо был слышен каждой из сестёр звон колоколов в двух других церквях.